# День апостолів Петра і Павла

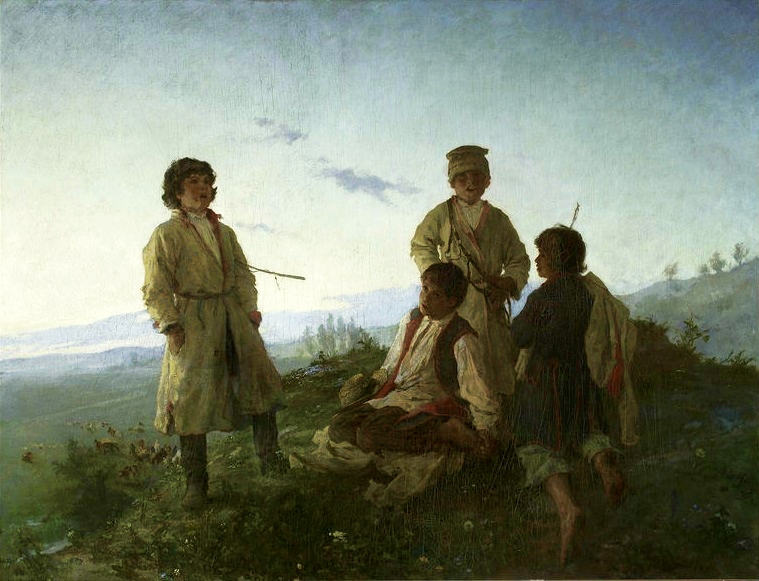
В. Прушківський. Зустріч ранкової зорі. 1876

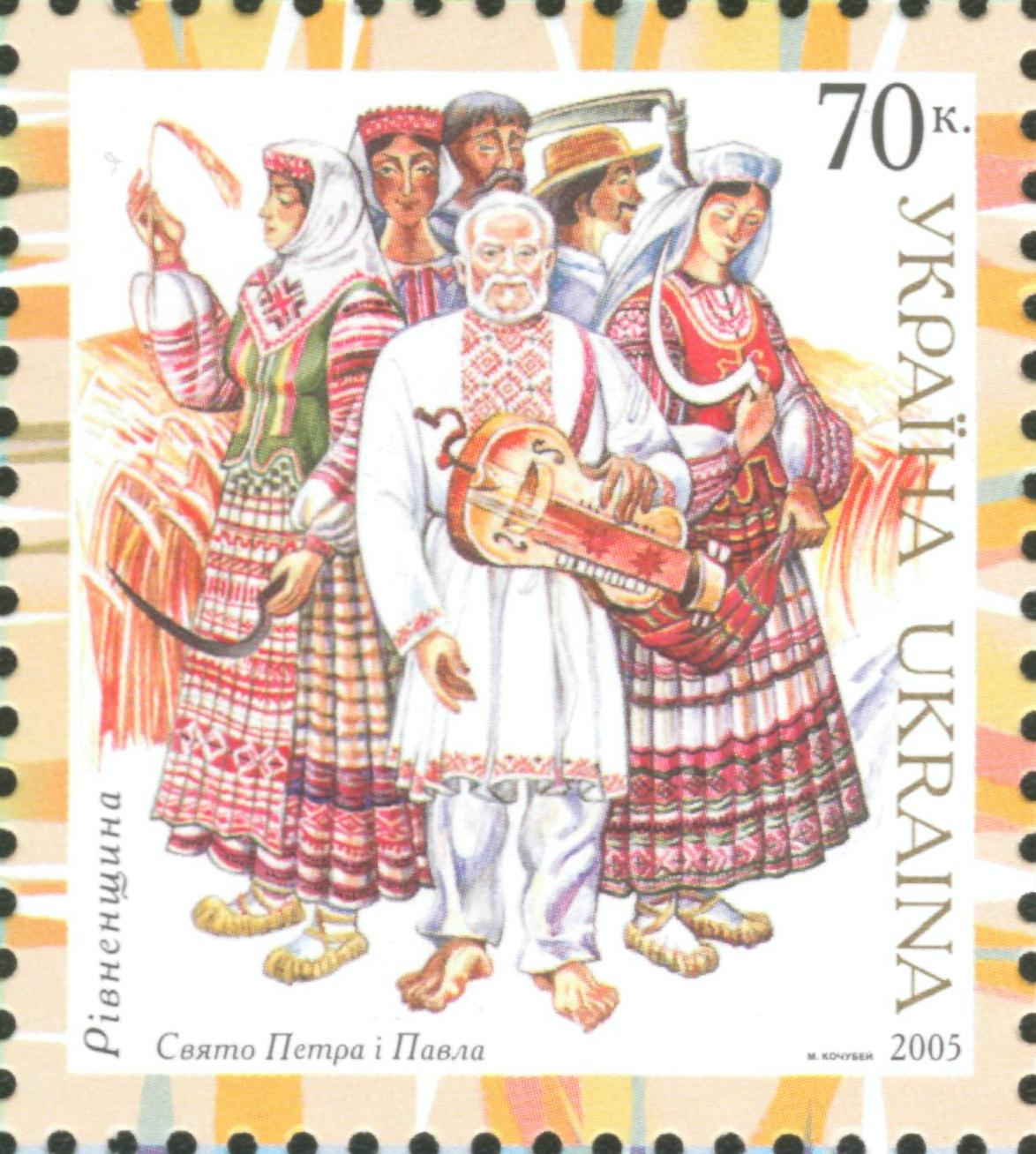
«Свято Петра і Павла»

День апо́столів Петра́ і Павла́ (повна назва День святи́х, сла́вних і всехвальних первоверховних апо́столів Петра́ і Павла́, дав.-гр. Μνήμη τῶν Ἁγίων ἐνδόξων καὶ πανευφήμων Ἀποστόλων καὶ Πρωτοκορυφαίων, Πέτρου καὶ Παύλου.) — християнське свято на честь апостолів Петра і Павла, яке відзначається 29 червня. Це свято має давньохристиянське походження, датою обрано річницю або їхньої смерті, або перенесення їхніх мощей.
У слов'янських народів свято апостолів Петра і Павла знаменує закінчення купальських святкувань «маківки літа» і літніх весіль, прощання з весною та підготовку до сінокосу. Перший зажин озимого жита. У Римо-католицькій церкві свято має найвищий статус торжества.

## Церковні святкування
На це свято вшановуються апостоли Петро і Павло, найважливіші для християнства. Петро — перший з апостолів, хто визнав Ісуса Христа месією. Він очолив спільноту християн після Ісуса і лишив 2 послання Христовим послідовникам. Павло — колишній гонитель християн, який розкаявся та став палким проповідником християнства. Він написав 13 послань різним церквам і багато подорожував, поширюючи вчення Христа. Обоє були страчені за свої переконання: Петра розіп'яли на хресті, а Павла обезголовили. Проте завдяки їм християнство продовжило поширюватися й тому Петро і Павло уособлюють неперервну Церкву.
Вшанування цих апостолів відоме ще з IV століття. Вже з початку не всі Церкви виділяли для цього той самий день. Календар Фурія Філокала з середини IV ст. вказує на вшанування пам'яті Петра і Павла 29 червня. Сирійський календар 411 року і грузинський місяцеслов зазначає, що це відбувалося 28 грудня. Антіохійський місяцеслов IV ст. вказує на святкування пам'яті святого Петра 28 червня, а святого Павла — 29 червня. Святитель Софроній згадував, що свято в Єрусалимі припадало на четвертий день після Різдва Христового. А в Римі в V ст., як свідчить папа Лев I, день Петра і Павла мав восьмиденне післясвято.
У цей день в Римі правилось три Служби: перша — у базиліці святого Петра у Ватикані, друга — у базиліці святого Павла-за-мурами, третя — у катакомбах святого Севастіяна, де ймовірно віряни переховували мощі Петра і Павла, коли Рим зазнавав нападів.
Оскільки Петро був за професією рибалкою, подекуди він вшановувався на свято як покровитель рибалок. Від мандрів Петра і Павла походить назва українських пампушок або печива — «мандрики», що готуються в цей день. Таку їжу апостоли нібито споживали в дорозі.

## Народні слов'янські святкування

### Назви свята
У народі свято відоме під назвами: Петрів день, Пе́тра, Петр, Петро-Павло, Петропавлов день, Свято Петра й Павла, День Петра і Павла.

### Обряди
Після закінчення Петрового посту 29 червня у народі святкували свято апостолів Петра й Павла, або просто «Пе́тра». До свята прибирали садибу, підбілювали та підфарбовували хату, вішали чисті рушники. На церковну службу йшли з квітами й віночками, окрасою яких були червоні маки. Ритуальною стравою були так звані мандрики. Випікали ці коржики з пшеничного тіста, зібраних під час Петрівки сколотин та перевареної сироватки, а також додавали сир та яйця. Назву пиріжків у народі пов'язували з легендою про мандрування світом апостолів Петра й Павла, в яких зозуля вкрала одного «мандрика» і за це її Бог покарав — саме о цій порі вона перестає кувати. Ще люди з цього приводу казали, що зозуля «мандриком подавилася», але якщо її кування чути було й після Петра, то це вважали на нещастя.
До свята Петра господині намагалися зробити перші зажинки ячменю з нового врожаю і в день свята освятити в церкві обрядовий хліб, навіть якщо зерно ще не зовсім доспіло.
У Карпатах та на Прикарпатті пастухи влаштовували свято на вигонах і полонинах: пекли мандрики, веселилися, змагалися, танцювали. Проводили обряд «копання Петра», коли викопували в землі по периметру квадратну канаву (куди, сівши, можна було опустити ноги), а всередині на траві накривали «стіл» з наїдками. Співали пісень:
А на Петра вода тепла,

Лиш би ся купати,

Ой на Петра личко біле,

Лиш би цілувати!

 (За В. Скуратівським)
У деяких регіонах молодь влаштовувала ритуальні гойдалки у лісі чи гаю:
Ой у лісі на кленку, на кленку,

Там повісив той Андрій гойдалку…

 (За В. Борисенко)
Втім основний мотив свята становив початок жнив, до яких в Україні приступали після Івана Купала. Та й означені святі за народною уявою були насамперед хліборобними. В одній з народних колядок святі Апостоли Петро і Павло виступають
плугатарями, вони орють поле під осінній засів:
Святий Петро за плугом ходить,

Святий Павло волоньки водить,

А сам Господь-Бог пшеничку сіє,

А святий Ілля заволочує.

 (За О. Воропаєм)
У жнива казали, що святі апостоли спостерігали за людьми, а потім, порадившись з Богом, «парували» людей: ледачій дівці — роботящого хлопця, а роботящій — лежня, бо якщо навпаки, то ледарі з голоду помруть. А ще люди вірили, що святий Петро носить ключі від раю і має силу впускати туди благочестивих людей (хто батька і матір шанує, щосуботи купається і поважає святу п'ятницю).
Християнська церква у цей день вшановує святих первоверховних Апостолів Петра й Павла. Це свято було встановлене ще в апостольські часи, перші згадки про нього датовані четвертим століттям. На честь святих, за часів Костянтина Великого були збудовані перші храми. Окремі поселення згодом були названі на їхню честь — Петропавлівка, Петропавловськ тощо.

## Зауваження
1. ↑  Деякими православними церквами святкується 29 червня (12 липня)  за юліанським календарем, зокрема Єрусалимською, Російською, Сербською, Грузинською, Польською і Македонською православними церквами.